# سلطان راشد
سلطان راشد (انگلیسی: Sultan Rashed؛ زادهٔ ۵ دسامبر ۱۹۷۶) یک بازیکن فوتبال اهل امارات متحده عربی است.
از باشگاه‌هایی که در آن بازی کرده‌است می‌توان به تیم ملی فوتبال امارات متحده عربی اشاره کرد.